# Таволожка (приток Шайтанки)
Таволожка — река в России, протекает по Туринскому району Свердловской области. Устье реки находится в 27 км по левому берегу реки Шайтанка. Длина реки составляет 10 км.

## Данные водного реестра
По данным государственного водного реестра России относится к Иртышскому бассейновому округу, водохозяйственный участок реки — Тура от впадения реки Тагил и до устья, без рек Тагил, Ница и Пышма, речной подбассейн реки — Тобол. Речной бассейн реки — Иртыш.
Код объекта в государственном водном реестре — 14010502312111200006213.